# Tmarus milloti
Tmarus milloti là một loài nhện trong họ Thomisidae.
Loài này thuộc chi Tmarus. Tmarus milloti được miêu tả năm 1955 bởi Comellini.